# Яйское городское поселение
Я́йское городско́е поселение — упразднённое муниципальное образование в Яйском районе Кемеровской области.
Административный центр — посёлок городского типа Яя.

## История
Яйское городское поселение образовано 17 декабря 2004 года в соответствии с Законом Кемеровской области № 104-ОЗ.

## Население
| 2009    | 2010    | 2011    | 2012    | 2013    | 2014    | 2015    |
| ------- | ------- | ------- | ------- | ------- | ------- | ------- |
| 12 366  | ↘11 782 | ↘11 773 | ↘11 544 | ↘11 437 | ↘11 279 | ↘11 101 |
| 2016    | 2017    | 2018    | 2019    |         |         |         |
| ↘11 035 | ↘10 874 | ↘10 683 | ↘10 494 |         |         |         |

## Состав городского поселения
| № | Населённый пункт | Тип населённого пункта      | Население |
| - | ---------------- | --------------------------- | --------- |
| 1 | Наша Родина      | посёлок                     | ↗66       |
| 2 | Яя               | пгт, административный центр | ↘9273     |